# Jingū-ji

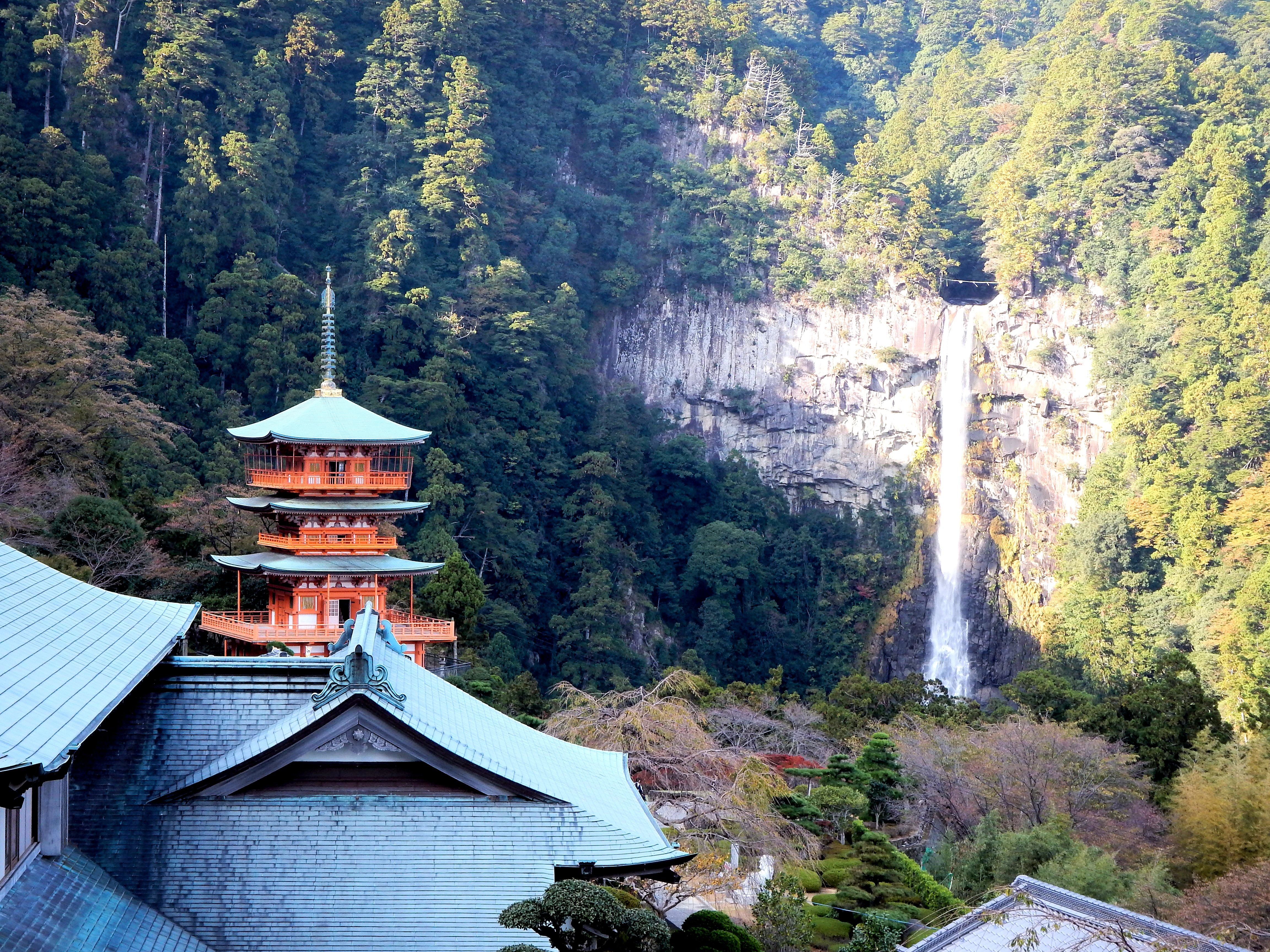
Świątynia Seiganto-ji przy chramie Kumano Nachi-taisha

Jingū-ji (jap. 神宮寺 chramy-świątynie) – to w Japonii świątynie buddyjskie związane z chramami shintō. Istniały od VII wieku do 1868, kiedy oficjalnie zlikwidowano synkretyzm shintō-buddyjski; do dzisiaj zachowało się zaledwie kilka.

## Historia
Jingū-ji powstały zgodnie z japońską ideą „połączenia shintō i buddyzmu” (shinbutsu shūgō). Pierwszy odnotowany przypadek jingū-ji znajduje się w kronice „Nihon-koku genpō zen-aku ryōiki” i opisuje powstanie takiego sanktuarium Mitani-dera w VII wieku. Najwcześniejszym przykładem połączenia chramu ze świątynią był Kehi Jingū-ji z 715. W pierwszej połowie VIII wieku założono wiele jingū-ji w różnych miejscach. Powstały one w oparciu o założenie, że bóstwa – o których sądzono, że narodziły się jako kami z powodu skutków karmy – mogą osiągnąć nirwanę przy pomocy buddyzmu. Fundatorami tych sanktuariów byli najczęściej mnisi-asceci i lokalni władcy daimyō. W okresie Heian pojawił się nowy typ sanktuarium, zwany miyadera (gūji). Była to świątynia buddyjska, w której głównym obiektem kultu było kami. Pierwszą miyaderą była Iwashimizu Hachiman-gū w Yawata. Wiele świątyń, związanych z kultem gór, takich jak kompleks Kumano Sanzan, przybrało formę miyadery. Dziedziczni mnisi w miyaderach mogli się żenić. Jingū-ji były związane z najważniejszymi chramami shintō. Po restauracji Meiji w 1868 uchwalono ustawę o rozdzieleniu shintō i buddyzmu (神仏判然令, Shinbutsu Hanzenrei) i zlikwidowano niemal wszystkie jingū-ji, a ich mnisi zostali wypędzeni lub przeniesieni do stanu świeckiego. Kilka jingū-ji, które przetrwały do dzisiaj, to np. świątynia przy chramie Wakasahiko Jinja i świątynia Seiganto-ji przy chramie Kumano Nachi-taisha (część obiektu UNESCO: Święte miejsca i drogi pielgrzymkowe w regionie gór Kii).